# Hyperthaema sordida
Hyperthaema sordida är en fjärilsart som beskrevs av Rothschild 1935. Hyperthaema sordida ingår i släktet Hyperthaema och familjen björnspinnare. Inga underarter finns listade i Catalogue of Life.